# Olczyska Polana

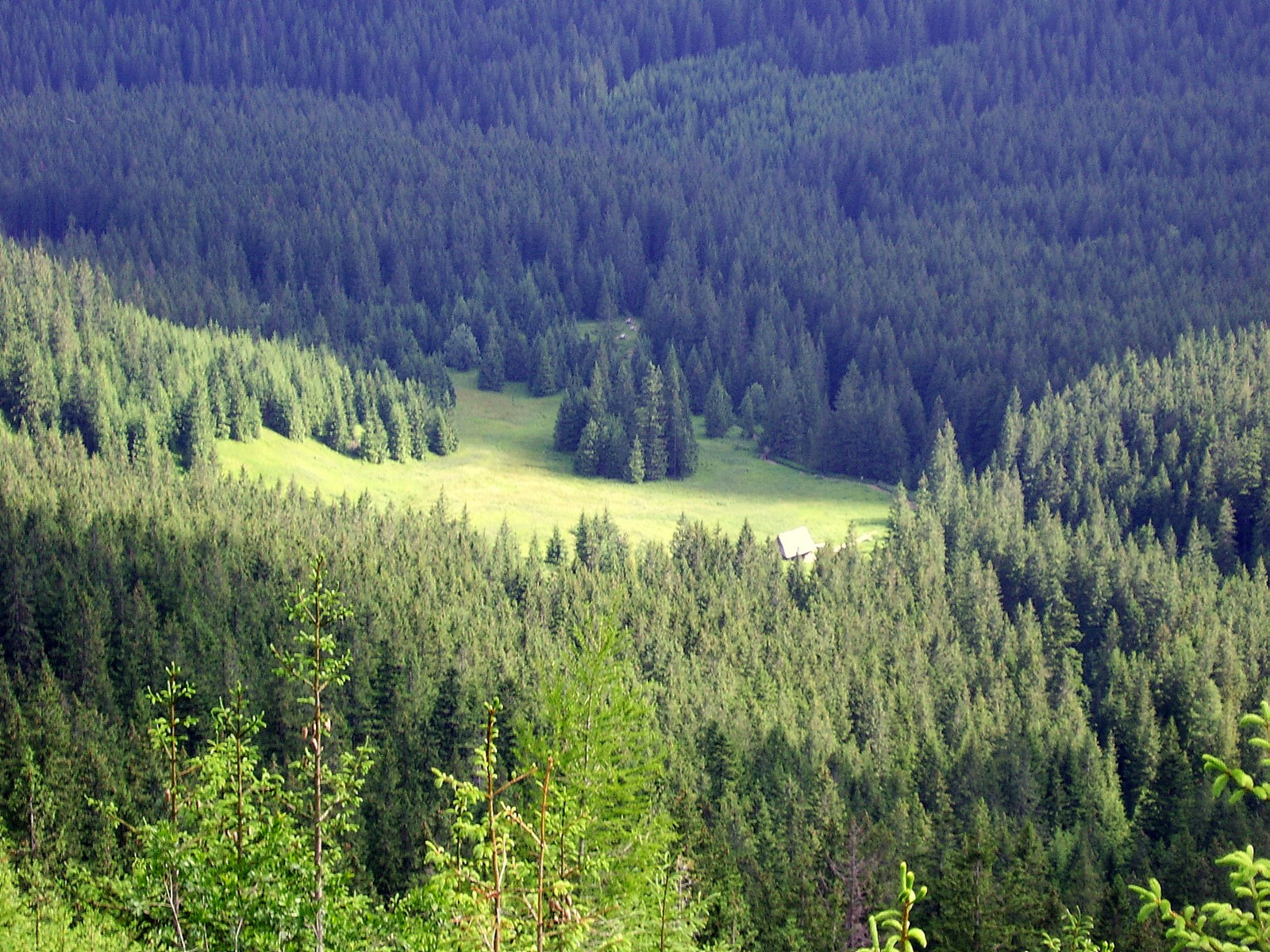
Widok na polanę ze Skupniowego Upłazu

Olczyska Polana lub Polana Olczysko – polana w Dolinie Olczyskiej w Tatrach Zachodnich, położona na wysokości 1035–1100 m n.p.m., 2 km od Jaszczurówki.
Olczyska Polana znajduje się w środkowej, szerokiej części Doliny Olczyskiej i jest wycięta w łupkach jury i triasu serii reglowej. Polana stanowiła centrum dawnej Hali Olczysko, należącej w XVIII wieku do górali z Białego Dunajca. Stało tu ok. 20 budynków pasterskich i łąkarskich w trzech skupiskach, dziś pozostały jedynie trzy. Polana miała w 1955 powierzchnię ok. 8 ha, ale w 2004 w wyniku zarośnięcia jej powierzchnia zmniejszyła się o ok. 46%.
Od polany ku południowemu wschodowi ciągnie się grzbiet Suchego Wierchu (1225 m). Z polany rozlegają się widoki na otaczające wzniesienia reglowe. Od północnego wschodu są to Mały i Wielki Kopieniec, zaś od zachodu Nosal, Nieborak i Wysokie. Przy rozwidleniu szlaków postawiono ławki dla turystów.
Na zachodniej stronie polany przy żółtym szlaku na Nosalową Przełęcz znajduje się Wywierzysko Olczyskie (1070 m), jedno z największych wywierzysk Tatr Polskich. Źródło zasila Olczyski Potok, spływający Doliną Olczyską. Polana znajduje się na podłożu skał wapiennych, ale znaleźć można na niej pojedyncze, wielkie głazy granitowe, które przywleczone zostały z Tatr Wysokich przez lodowiec.
Nazwa polany, podobnie jak innych obiektów w bezpośredniej okolicy, pochodzi od przysiółka Olcza i jest pochodzenia wołoskiego. Według Józefa Nyki powszechna współcześnie forma Polana Olczyska (na Polanie Olczyskiej) jest mniej prawidłowa niż postać Olczysko.

## Szlaki turystyczne
dnem Doliny Olczyskiej przez polanę na Wielki Kopieniec i dalej do Toporowej Cyrhli.
- Czas przejścia z Jaszczurówki na Olczysko: 40 min, ↓ 35 min
- Czas przejścia z Olczyska na Kopieniec: 1 h, ↓ 45 min

 z polany na Nosalową Przełęcz. Czas przejścia: 30 min, ↓ 25 min.